# Cetatea Ineului

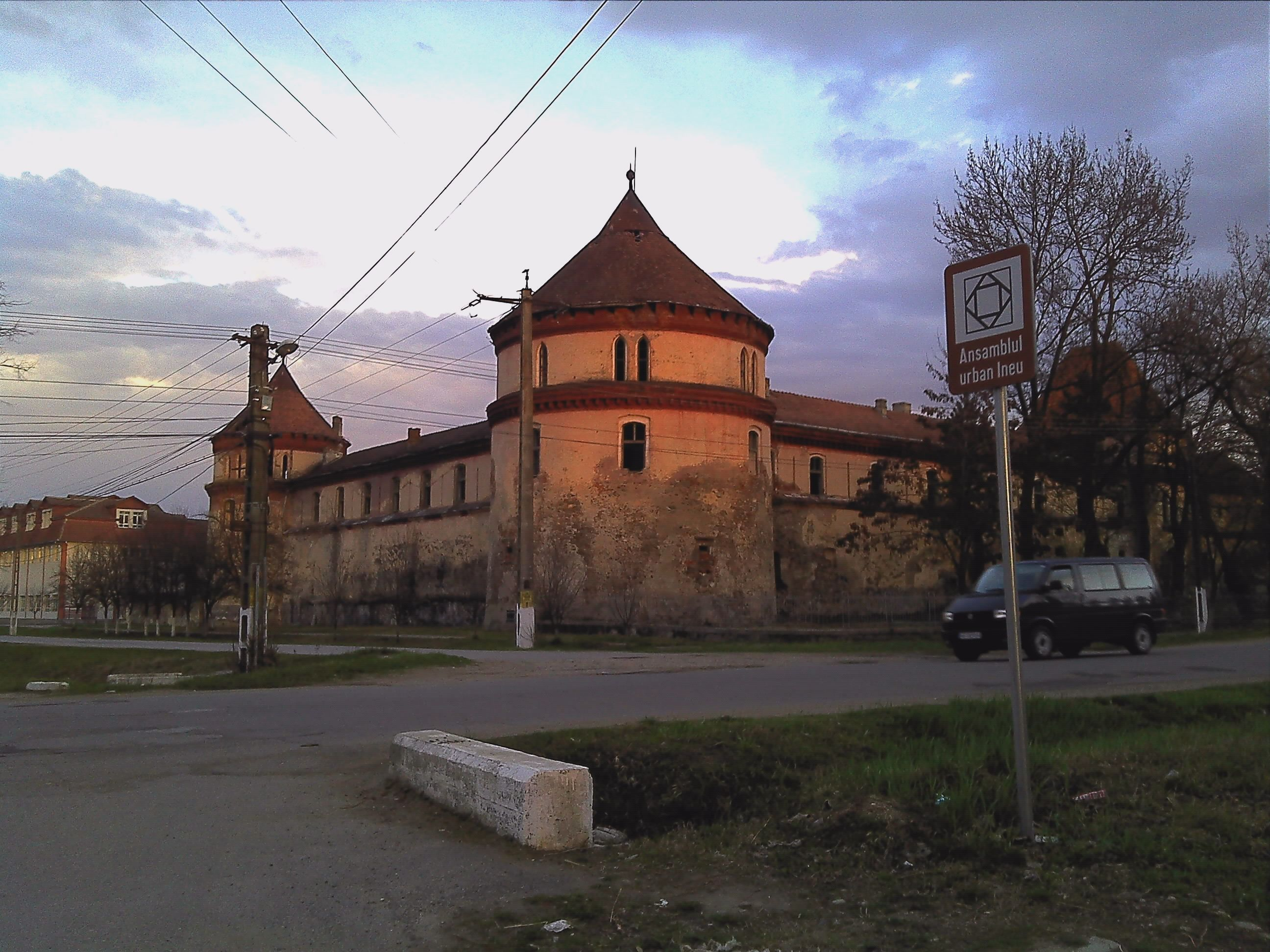
Cetatea Ineului

Cetatea Ineului este un monument istoric de clasa A, cod LMI AR-II-a-A-00613, situat în orașul Ineu pe Calea Traian.

## Istoric
Perioada medievală. Istoria localității Ineu se leagă de cea a cetății aflate astăzi în partea centrală a orașului. Prima mențiune documentară a localității provine din anul 1334. Atestarea documentară din anul 1295, se pare că se referă la cetatea Jeno din comitatul Nograd.
Chiar dacă informațiile despre perioada timpurie ne sunt încă confuze, putem spune că a constituit un important centru de putere pentru zona Zarandului atât în perioada medievală, dar mai ales în epoca premodernă. Ceva mai timpuriu este atestată în dreptul anului 1199 Dienesmonostura comitis Dyenus, important lăcaș de cult, localizat în hotarul estic al Ineului, pe partea dreaptă a șoselei spre Bocsig.
Din documente știm că localitatea câștigă în importanță după secolul XIII, dar mai ales din secolul XIV, când sursele scrise o pomenesc ca posesiune (moșie) în 1347.
În 1387, familia Losonczy primeste domeniul Ineului (possesio Jeneu) și începe construcția unei cetăți sau a unui castel (castellum), iar Ladislau Losonczy ctitorește cândva între anii 1387–1395 mănăstirea franciscanilor observanți cu hramul Sf. Fecioare. Timp de aproape două secole domeniul cetății a fost format din 51 de sate. În 1444, cetatea ajunge pentru o vreme în posesia lui Ioan de Hunedoara guvernator al Ungariei. Primul castelan este atestat în anul 1472, aflat în slujba aceleași familii Losonczy. Această perioadă oferă cele mai puține informații legate de evoluția și planimetria castelului ridicat de familia Losonczy. Studiile recente de parament și cercetare arheologică oferă indicii despre zestrea primară a edificiului.
Ulterior importanța cetății și implicit a zonei a crescut, devenite scena unor evenimente istorice marcate de căderea Regatului Maghiar (1526) și apoi intrarea unei mari părți a acestuia, după 1541, sub stăpânirea otomană.
După 1541 o dată cu constituirea Principatului Transilvaniei, comitatul Zarand a intrat în componența acestuia și o dată cu acesta cetatea Ineu. Începând din secolul al XVI-lea până în secolul al XVII-lea, Ineul a devenit reședința unei întinse Episcopii greco-răsăritene, cei mai cunoscuți ierarhi fiind cei proveniți din familia Brancovici. Ineul devenise alături de Caransebeș, Lugoj, Lipova și Oradea un important punct în sfera luptelor duse între otomani, habsburgi și Principat.
Amurgul evului mediu și ocupația otomană. În 1566 Ineul (turca Janova), devine centru de sângeac otoman, în cadrul vilayetului Timișoara. Este perioada de maxima dezvoltare administrativ-teritorială a vilayetului, acesta fiind împărțit în 6 sandjakuri: Timișoara, Lipova, Arad-Gyula, Cenad, Moldova și Ineu sau Pancota, care s-au menținut până la războiul Imperiului Otoman cu Liga Sfântă.
Ineul s-a aflat sub ocupație turcească între 1566–1595 și 1658–1693. Ocupația otomană a cetății și-a pus cu siguranță amprenta asupra unor aspecte legate de sistemul defensiv dar și de organizarea internă. Merită menționată mai ales moscheea ridicată la SV de castel. În sfatul sultanului din 5 mai 1571, printr-un decret, s-a aprobat cerința beglerbegului din Timișoara de a înconjura așezarea cu o palisadă împotriva bandiților. Palisada a fost construită de țăranii așezării, iar trupele de pază și-au extins jurisdicția până la palisadă.
În recensământul realizat în anul 1567 de autoritățile turcești, apar două gărzi care aparțin de acest district. Izvoarele menționează că în această perioadă 53 de soldați primeau solda: 38 de mustafizi și 15 artilieri a căror ofițeri nu sunt cunoscuți. Dintre cei 53 de soldați, 22 au onomastica balcanică. Cei doi caporali a celor două unități de gardă aveau un venit anual de 1815 și 1862 akce, soldații aveau un venit anual între 1700 și 1723 de akce.
În anul 1579 sunt menționate 4 plutoane de mustafizi (40 de persoane) și două plutoane de artilieri (15 persoane), în total 55 de soldați și de data aceasta fără menționarea ofițerilor. Solda caporalilor mustafizi variază între 1815 și 1848 de akce, în schimb pentru restul soldaților rămâne neschimbată.
În anul 1591, între 25 aprilie și 18 octombrie apar pe listă 339 de persoane, călăreți, azabi, martaloci și pedestrasi, din care 326 au fost prezenți. Este menționat și un oarecare Mustafa Mezid Kapudan comandantul flotilei, probabil de pe Criș. Merită menționat că dintre cei prezenți 52% au onomastică balcanică, 63 fiind musulmani, iar 35 sunt creștini.
La 22 octombrie 1595 oștile ardelenești reușesc, după un lung asediu, să intre în cetatea Ineului. Mihai Viteazul numește în fruntea cetății în 1599 un pârcălab, care avea garnizoana la dispoziția sa.
Expedițiile principelui Sigismund Bathory împotriva vilayetului și luptele dintre trupele otomane împotriva generalului Basta (1601–1604) au dus la modificări teritoriale. Pierderile suferite de turci nu au putut fi trecute cu vederea de sultan, care a solicitat predarea pașnică a cetăților Lipova și Ineu fiecărui pretendent la scaunul princiar al Transilvaniei. În tot acest „joc”, cetatea Ineu a rămas sub autoritatea principatului, jucând un rol cheie până la recucerirea ei de către otomani, conduși de marele vizir Koprulu Mehmed pașa în anul 1658. Este momentul când stăpânirea otomană s-a întins asupra întregului Banat și a unor zone importante din Crișana. De la campania de cucerire a cetății Oradea din anul 1660 și până la 1684, se constată alternanțe în stabilirea centrului vilayetului atât la Ineu, cât și la Timișoara. Situația confuză a fost dată de faptul că mai mulți cârmuitori ai vilayetului au folosit când titlul de pașă de Ineu, când pe cel de pașă de Timișoara.
Între 1645–1652 pe amplasamentul vechii cetăți se construiește una nouă, după planurile lui Gabriel Haller, numit în 1648 comite suprem al comitatului Zarand, a cărui jurisdicție se întindea până la izvorul Crișului Alb. Din vechea cetate medievală se consideră că s-a păstrat doar amplasamentul, castelul de astăzi păstrând foarte puțin din zestrea primară a vechii cetăți. Ceea ce s-a păstrat din fortificația ridicată de Gabriel Haller la mijlocul secolului al XVII-lea este un rest de bastion pe malul drept al Crișului Alb. Alte două bastioane au fost ridicate în colțurile de SV și NV, un al patrulea în colțul de NE fiind doar început și neterminat, foarte probabil din cauza presiunilor impuse de noua ofensivă otomană.
În 1658 întreaga zonă a Ineului a fost recucerită de către trupele otomane. Evlia Celebi menționează în 1660, 8000 de soldați la Ineu, foarte probabil o exagerare, chiar dacă a luat în calcul garda locală, trupele Porții și spahii care locuiau aici. În afara acestei informații nu se mai cunosc alte izvoare otomane referitoare la starea cetății Ineu și a efectivelor militare cantonate în ea. Tot în această perioadă a fost ridicată și o moschee, iar cetatea a fost întărită sub guvernatorul Ali Pasa de Buda.
În anul 1693 cetatea a fost cucerită de Habsburgi, moment care marchează sfârșitul rolului ei funcțional și începutul intrării în paragină.
Perioada modernă. În 1693 armatele Imperiului Habsburgic au pus stăpânire pe cetate. Între 1700 și 1745 a devenit garnizoană a trupelor regimentului confiniar iliric Tisa-Mureșean. În anul 1702 moscheea este transformată și cedată cultului romano-catolic, situație care se menține până în anul 1858, când este construită o nouă biserică pe malul stâng al Crișului Alb.
În 1746 cetatea a fost abandonată. În 1803 erariulvindea familiei Atzel domeniul Ineului. După 1870 castelul aflat în stare de degradare este restaurat la cererea lui Peter Atzel (fost primar al orașului Arad). Modificările aduse sunt ample, corespunzătoare perioadei romantice, realizate din dorintța de a da un iz cât mai apropiat de epoca medievală.
Spre finele secolului XIX aici este instalată o garnizoană, batalionul nr. 11 de honvezi, moment în care își trăiește ultimele zile cu oarecare rosturi militare.
După 1904 castelul este transformat în ospiciu, fiind înființat Institutul Medico Pedagogic „Sfânta Treime" pentru copii cu probleme mintale.
În anul 1950 ruinele vechii moschei sunt demantelate, cu toate intervențiile și solicitările unor reprezentanți ai autorităților competente de la București ca acestea sa fie conservate.
Între anii 1975–1976 sunt realizate cele mai recente lucrări de reabilitare și adaptare la funcțiunile școlii instalate în monument.

## Arhitectură
Către sfârșitul sec. XIV se construiește primul castel la Ineu de către familia Losonci. Nu există nici un fel de date despre amplasament și formă, dar este foarte probabil ca acesta să se găsească sub cetatea actuală sau încorporată acesteia, dat fiind diferențele mari de grosimi de ziduri de pe conturul ei.
La începutul sec. XVI și început de sec. XVII, în acest interval de timp, este construită incinta interioară (cea care se menține până astăzi) pe baza unui plan rectangular. Modelul este relativ des întâlnit în Transilvania (Racoș, Dumbrăveni, Șimleul Silvaniei etc.), iar în aceeași perioadă modelul e adoptat dincolo de Munții Carpați și este utilizat la construcția unor curți boierești și mănăstiri: Menedic și Bradu (zona Buzăului), Băjesti (zona Argeșului), Răchitoasa (zona Bacăului), Hadâmbu, Golia (zona lașilor) etc..
Între anii 1645–1652 cetatea este refortificată bastionar de Gavril Haller. Atunci este ridicată, probabil, fortificația exterioară, către Criș, din care se păstrează urmele unui bastion spre sud-est.
Între anii 1652–1691 sub ocupație otomană, sunt de presupus lucrări de reparații și reconstrucții.
Evlyia Celebi amintește despre «cetatea nouă» din interiorul fortificației, probabil incinta actuală, refăcută de otomani. Pe de altă parte, nu se cunosc nici un fel de detalii specific otomane (ca cele de la cetățile Timișoara, Pecs etc.) conținute de ansamblul actual, care să probeze afirmația respectivă.
În anul 1870 cetatea este restaurată. Dat fiind cele conținute de schițele anterioare acestui moment, intervenția a presupus reconstrucția integrală a corpului sudic, edificarea turnului de sud-vest, reparații ale părții superioare a restului turnurilor, reconstrucția restului corpurilor de clădiri perimetrale, atunci supraetajate și i se aplică decorații neogotice: amprente sub forma de gură de tragere pentru arc (archere), ferestre cu ancadramente în arc frânt la turnuri, turnulețe de colț și goluri verticale pentru un fictiv pod ridicător la tumul de poartă de vest etc. Prin acestea, cetatea capătă un pronunțat caracter medieval târziu (cu elemente renascentiste), conform conceptelor de intervenție și restaurare ale perioadei, inclusiv din spațiul transilvănean (Hunedoara, Timișoara, Ardud, Bonțida etc.).
În anul 1950 moscheea este demolată, iar materialul rezultat din acesta este folosit la construcția unui CAP, la nord de oraș.
În perioada 1975–1976 lucrările din acea perioadă se referă mai ales la înlocuirea planșeelor de lemn de la parter cu planșee de beton armat și amenajarea unor grupuri sanitare (toalete). Sunt de presupus și lucrări de reparații generale care nu au afectat aspectul ansamblului. În ceea ce privește volumul general, singurul element adăugat acestuia este corpul grupurilor sanitare din colțul de S-E. Există și ipoteza ca ele să fi apărut cu ocazia lucrărilor din sec. XIX. În concluzie, elementele definitorii arhitecturale, care dau valoare clădirii, sunt: planul general rectangular, cu curte interioară, cu turnuri de colț circulare și un turn de poartă (plan caracteristic pentru fortificațiile de tip castel cetate din Transilvania sec. XVI-XVII, la rândul lor dependente tipologic de fortificațiile similare central-europene), volumele turnurilor și corpurilor de clădiri perimetrale care păstrează parte din zidăriile originare, inclusiv forma acoperișurilor (eventual părți originale ale șarpantelor), sistemele de boltire de la subsoluri, planșeele superioare și intermediare ale turnurilor, cornișele și brâurile fațadelor exterioare, decorațiile neogotice de pe fațadele exterioare, formele golurilor exterioare și interioare (cele majore, neafectate de intervențiile din anii 1975–1976).
În exteriorul castelului-cetate, în afara limitei actuale a proprietății, un element important este bastionul dinspre malul Crișului, tipic pentru apărarea cetăților transilvănene din sec. XVII, din timpul evenimentelor militare care afectau Principatul, cu atât mai mult în zona de graniță către Imperiul Otoman, zonă din care făcea parte și Ineul.